# 바이오포트코리아
주식회사 바이오포트코리아(영어: BIO PORT KOREA)는 대한민국의 식품회사이다.

## 역사
2024년 ‘2천만불 수출의탑’과 ‘산업통상자원부장관 표창’을 수상하였다.
2025년 DB금융스팩 11호와 스팩 합병을 통해 코스닥에 상장하였다.